# 川村毅
川村 毅（かわむら たけし、1959年12月22日 - ）は、日本の劇作家、演出家。

## 経歴
東京都生まれ、横浜育ち。神奈川県立希望ヶ丘高等学校卒。明治大学政治経済学部在学中、1980年に劇団第三エロチカを結成、1986年には「新宿八犬伝　第一部」で第30回岸田國士戯曲賞を受賞。1991年に映画「ラスト・フランケンシュタイン」の監督を務め、2002年に自作戯曲上演プロデュースカンパニー「T factory(ティーファクトリー)」を創立。『せりふの時代』編集委員。小説も書いたことがある。2013年、『4 four』で第16回鶴屋南北戯曲賞、芸術選奨文部科学大臣賞受賞。

## 著書
- 『ジェノサイド/ニッポン・ウォーズ 川村毅第一戯曲集』未來社 1984
- 『新宿八犬伝 川村毅第二戯曲集』未來社 1985
- 『ラスト・フランケンシュタイン 川村毅第三戯曲集』未來社 1986
- 『ラスト・アジア 荒野の確信犯は暁に何を見た』白水社 1986
- 『フリークス  残酷のファッション・ショー一幕』新宿書房 1987
- 『帝国エイズの逆襲』新宿書房 1988
- 『ストレート・アヘッド』島田雅彦共著 コナミ出版 1988
- 『砂のイマージュ』（小説）集英社 1988
- 『美しい子供たち 二十世紀の神話・極彩色の絵図』角川書店 1990
- 『新宿八犬伝 2』未來社 1991
- 『ギッターズ』（小説）新潮社 1993
- 『男性失格 名もなき世代の自叙伝』イースト・プレス 1997
- 『ハムレットクローン』論創社 2000
- 『Aoi Komachi』論創社 2003
- 『歩きながら考えた。 やさしい演劇論集』五柳書院 2007
- 『4』論創社 2012
- 『春独丸』論創社 2010
- 『新宿八犬伝 完本』未來社 2010
- 『リハーサル』小学館文庫、2011
- 『神なき国の騎士 あるいは、何がドン・キホーテにそうさせたのか?』論創社 2014

## 出演

### テレビドラマ
- 黒い報告書 男と女の事件ファイル「孤独」（2012年6月9日 - 、BSジャパン） - 江藤一輝 役
- 我らがパラダイス（2023年） - 奥田弁護士 役

### 舞台
- オフィス3〇〇特別公演『少女仮面』（2025年6月11日 - 22日〈予定〉、下北沢ザ・スズナリ）[2]